# Стерпа, Эджидио
Эджидио Стерпа (итал. Egidio Sterpa; 22 сентября 1926, Веяно, провинция Витербо, Лацио — 1 июля 2010, Милан) — итальянский журналист и политик, министр по связям с парламентом (1989—1992).

## Биография
Родился 22 сентября 1926 года в Веяно (Лацио). В 1951 году стал главным редактором газеты «Il Tempo», затем сотрудничал в «Giornale d’Italia», был специальным корреспондентом «Corriere della Sera», руководил изданием ежедневной газеты «Corriere Lombardo», а в «свинцовые семидесятые» стал вместе с Индро Монтанелли соучредителем новой газеты — «il Giornale». В конце журналистской карьеры сотрудничал в газете «Libero».
Политическую карьеру Стерпа начал в Итальянской либеральной партии, где принадлежал к умеренному крылу Ренато Альтиссимо. С 1979 по 1994 год состоял в Палате депутатов Италии VIII—XI созывов, неизменно во фракции ИЛП. В 2001 году был избран в Палату XIV созыва и до 2006 года входил во фракцию партии «Вперёд, Италия». В 1979—1983 годах возглавлял постоянную двухпалатную мандатную подкомиссию (Sottocommissione permanente per l’accesso). С 13 января по 23 февраля 1983 года являлся председателем Комиссии по расследованию по запросу Франческо Антонио Де Катальдо на основании ст. 58 Регламента (Commissione d’indagine, richiesta dall’on. Francesco Antonio De Cataldo, a norma dell’art. 58 del regolamento), а в 1987—1989 годах в Палате X созыва возглавлял Парламентскую комиссию для рассмотрения обвинений против депутатов (Commissione parlamentare per i procedimenti di accusa).
С 22 июля 1989 по 12 апреля 1991 года Эджидио Стерпа являлся министром по связям с парламентом в шестом правительстве Андреотти, а с 12 апреля 1991 по 22 июня 1992 года занимал то же кресло в седьмом правительстве этого политика.
13 июня 1998 года Кассационный суд вынес окончательное решение по коррупционному делу концерна Enimont (один из ключевых эпизодов операции «Чистые руки»), которым Эджидио Стерпа в числе других был признан виновным и приговорён к шести месяцам тюремного заключения.
В 2006 году избран в Сенат и до 2008 года входил во фракцию партии «Вперёд, Италия». С 6 июня 2006 по 28 апреля 2008 года являлся заместителем председателя 7-й постоянной комиссии (общественное образование, культурное наследие).
Умер 1 июля 2010 года в Миланской больнице Братьев милосердия на десятый день после госпитализации.

## Труды
- «Последние итальянцы. Мотивы моей битвы» (Gli ultimi italiani. Motivi della Mia battaglia, Roma, La Sfida, 1954).
- «Перепалка между двумя Италиями», совместно с Джанни Бьяцци Вергани (Battibecco tra le due Italie, con Gianni Biazzi Vergani, Milano, AMZ, 1962).
- «Павел VI. Папа не такой, как все» (Paolo VI. Un papa diverso, Milano, AMZ, 1963).
- «Итальянец в зеркале. Дневник трудных лет» (Un italiano allo specchio. Diario di anni difficili, Milano, Nuova Editrice Internazionale, 1965).
- «Дети на баррикадах» (I figli sulle barricate, Milano, Longanesi, 1968).
- «Наш неизменный друг. Кто, где, когда, как, почему» (Il nostro amico quotidiano. Chi, dove, quando, come, perché, s.l., FIEG-Comitato pubbliche relazioni stampa quotidiana, 1969).
- «Невидимые Папы. Документальный роман» (I papi invisibili. Romanzo-documento, Milano, Rusconi, 1972).
- «Гнев Юга» (La rabbia del Sud, Torino, Società Editrice Internazionale, 1973).
- «Газетная авантюра» (L’avventura del giornale, Milano, Le Stelle, 1974).
- «Италия, которую следует воссоздать» (Italia da rifare, Torino, Società Editrice Internazionale, 1974).
- «Что такое газета» (Che cos'è il giornale, Milano, Le Stelle, 1977).
- «Анатомия южного вопроса» (Anatomia della questione meridionale, Milano, Le Stelle, 1978).
- «Диалог с Джорджо Бокка о призраках поколения» (Dialogo con Giorgio Bocca sui fantasmi d’una generazione, Milano, Editoriale Nuova, 1978).
- «Преданная школа» (La scuola tradita, Milano, Scuola vita, 1979).
- «Козырная карта» (La carta vincente, Milano, Editoriale Nuova, 1982).
- «Либералы так сказать» (Liberali così, s.l., Edizioni de Il Nuovo, 1985).
- «Моя журналистика» (Il mio giornalismo, Milano, Greco & Greco, 2001. ISBN 88-7980-267-4)
- «Дорогой Милан» (Cara Milano, Milano, Greco & Greco, 2003. ISBN 88-7980-325-5)
- «Вольные хроники одного либерала» (Cronache libere di un liberale, Milano, Greco & Greco, 2004. ISBN 88-7980-341-7)
- «Нечто либеральное» (Qualcosa di liberale, Milano, Greco & Greco, 2005. ISBN 88-7980-397-2)
- «История свободы» (Storia della libertà, Soveria Mannelli, Rubbettino, 2008. ISBN 978-88-498-2094-2)